# Olivier Pelen
Olivier Pelen (3 maart 1949) is een Frans diplomaat. Hij was ambassadeur in Suriname en Tadzjikistan.

## Biografie
Olivier Pelen studeerde af aan het Institut d'études politiques de Paris (Sciences Po) en het Institut national des langues et civilisations orientales. Verder volgde hij nog een studie in bestuursrecht. Hij ging in diplomatieke dienst en werkte van 1995 tot 1996 op de permanente missie bij de Organisatie voor Veiligheid en Samenwerking in Europa (OSCE) in Tsjetsjenië. Hij was van 1996 tot 1998 permanent vertegenwoordiger van Frankrijk bij de Groep van Minsk bij de OSCE die zich richtte op de oplossing van het conflict in Nagorno-Karabach.
Hij werd op 18 juni 1998 benoemd tot ambassadeur voor Suriname. Daarnaast werd hij op 24 november 1999 benoemd tot niet-residerend ambassadeur voor Guyana. Hij bleef aan tot medio 2004.
Op 1 december 2006 werd hij ambassadeur voor Tadzjikistan. Hier bleef hij aan tot november 2008.